# Църик
Църик (на албански: Cërriku) e град в Албания. Населението му е 6695 жители (2011 г.). Намира се в часова зона UTC+1. Пощенският му код e 3007, а телефонния 0581. МПС кодът му е EL.